# Statue von Georg Zoëga

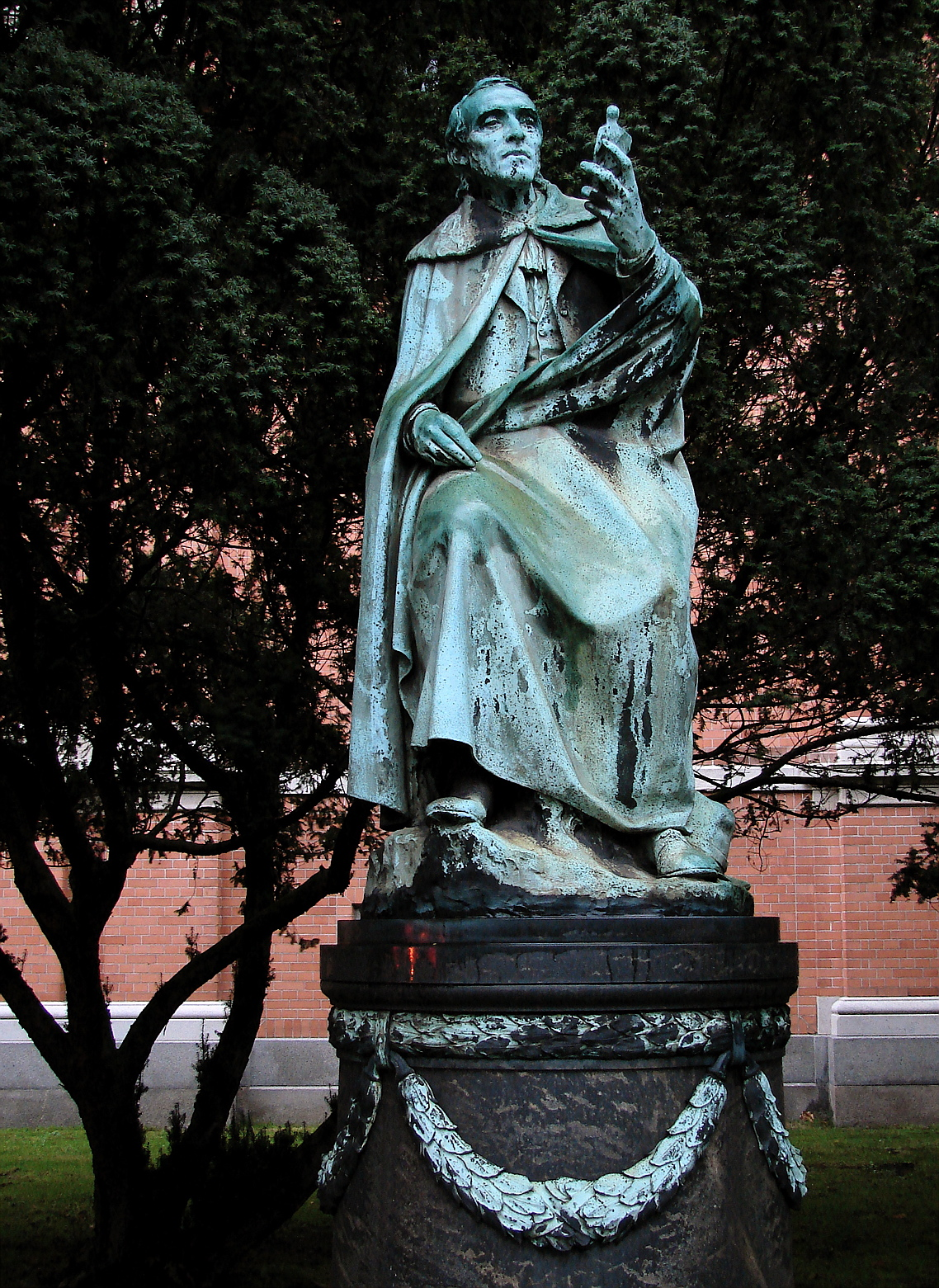
Statue von Georg Zoëga

Die Statue von Georg Zoëga ist eine Statue des dänischen Archäologen Georg Zoëga und steht im Garten der Ny Carlsberg Glyptotek gegenüber der Tietgensgade in Kopenhagen. Sie wurde von Ludvig Brandstrup geschaffen und 1911 enthüllt.

## Geschichte
Ein Modell der Statue wurde 1908 von Carl Jacobsen in Auftrag gegeben, um den 100. Todestag Zoëgas im folgenden Jahr zu feiern. Er bestätigte den Auftrag in einem Brief vom 25. Oktober 1908. Das Denkmal wurde 1911 eingeweiht.

## Beschreibung
Das Denkmal besteht aus einer Bronzeskulptur auf einem Granitsockel mit den Maßen 380 cm × 230 cm × 230 cm. Zoëga sitzt auf einem Stuhl und studiert eine verkleinerte Version einer griechischen Frauenstatue, die er in seiner linken Hand hält. Um den erhobenen Arm trägt er einen Umhang, der einer römischen Toga ähnelt. Der ovale Granitsockel ist mit Bronze Feston geschmückt.
Inschrift:
Informationstafel: